# Тетський наступ
Тетський наступ (в'єт. Sự kiện Tết Mậu Thân 1968 «Події під час місяцю Тет року Земної мавпи») — одна з найбільших військових кампаній, які відбувались під час Війни у В'єтнамі. Почалась 30 січня 1968 року наступом сил В'єтконгу та Народної Армії В'єтнаму (НАВ) на позиції Армії Південного В'єтнаму (АПВ), Сполучених Штатів та їх союзників. Полягала у здійсненні ряду раптових атак на військові та цивільні об'єкти. Комуністичні лідери очікували, що масовий наступ на урбанізовані області призведе до дезертирства противника та подальших повстань місцевого населення.
Кампанія отримала таку назву через те, що бойові дії почались під час свята Тет (В'єтнамський Новий Рік), коли більшість солдатів АПВ знаходились у відпустках.
Бойові дії почались пізно вночі 30 січня 1968, але основний наступ відбувся вранці наступного дня. Понад 80000 солдатів комуністичних армій атакували більше сотні міст та селищ, включаючи столицю, 36 з 44 районних центрів та шість з семи автономних міст.
Під час битви за Хюе, яка тривала понад місяць, місто було майже повністю зруйноване. Після захоплення міста в'єтконгівці та північнов'єтнамські війська стратили 4856 співробітників державних і правоохоронних органів та мирних жителів.
Битва за місто Ке-Сан, де знаходилась американська база, тривала кілька місяців.
Комуністичне політбюро у Ханої визначало три мети наступу: спровокувати повстання проти влади на півдні країни, розбити сили Армії Південного В'єтнаму та довести американцям, що ті не зможуть виграти війну. Попри те, що перші атаки шокували союзників, вони змогли перегрупуватись, втримати ситуацію під контролем та завдати значних втрат комуністичним силам. Всеосяжного повстання, на яке очікували комуністи, так і не сталось.
З військової та політичної точки зору, наступ став поразкою для Північного В'єтнаму, оскільки ні повстань, ні масового складання зброї не відбулось. Однак, набагато важливішим наслідком наступу стала зміна сприйняття війни громадськістю США та світовою спільнотою в цілому. Відповідно до звіту генерала Вестморленда, для перемоги над комуністичними військами потрібно було додатково виділити 200000 американських солдатів. Для цього, своєю чергою, слід було почати призов резервістів, що дуже негативно сприймалось у США. Підтримка війни у США різко знизилась, тому адміністрація президента Джонсона почала переговори щодо укладення мирної угоди.
Термін «Тетський наступ» зазвичай використовується для опису подій січня-лютого 1968. Проте іноді він також може позначати наступ, що мав місце у травні, серпні, або інших подій, що мали місце протягом 21 тижня після основної атаки.

## Сили сторін
На початок січня 1968 у В'єтнамі знаходились 331098 військовий Армії США та 78013 бійців корпусу Морської піхоти. Крім них, у країні перебували військові підрозділи з Австралії, Таїланду та Південної Кореї. Сили оборони Південного В'єтнаму налічували близько 350000 військовослужбовців, а також 151000 територіальної оборони та 149000 ополчення.

## Бойові дії
Перша хвиля атак почалась одразу після опівночі 30 січня. Спочатку атакували штаб-квартиру командування США, яка знаходилась у місті Нячанг; майже одночасно бої почались у містах Буонметхуот, Контум, Хоян, Туйхоа, Дананг, Куїньон, Плейку. У всіх випадках атака відбувалась за одним і тим самим патерном: обстріл з мінометів чи гранатометів і одразу за ним наступ сил в'єтконгівців та НАВ чисельністю до батальйону. Усі атаки були відбиті, після чого військові США були переведені на посилений режим служби. Проте, відпустки службовців АПВ не було скасовано, відповідні накази не видавались або були проігноровані.
31 січня о 03:00 сили В'єконгу та НАВ атакували Сайгон, Хюе та ряд інших в'єтнамських міст.

### Сайгон
Командування Північного В'єтнаму не планувало захоплення Сайгону; натомість атаки концентрувались на шести об'єктах, розташованих у різних районах міста. Це були штаб-квартира командування ФПВ, база ВПС Тан Сон Нат, Палац Незалежності, будівля посольства США, штаб-квартира командування флоту та Радіо Сайгон.
Однією з найважливіших цілей була радіостанція «Радіо Сайгон». У нападників був з собою аудіозапис звернення Хо Ші Міна до в'єтнамців, який вони планували вивести в ефір. Однак цей задум не вдалось реалізувати, тому що відступаючи з будівлі станції, її працівники пошкодили кабелі, що з'єднували студію з радіовежею. В результаті північні в'єтнамці просто захопили будівлю, утримували її кілька годин і потім підірвали разом с собою.
Посольство США у Сайгоні знаходилось у масивній шестиповерховій споруді, оточеній високою (2.4 м) стіною. О 2:45 північнов'єтнамські сапери змогли пробити діру у стіні, однак згодом їх офіцери були вбиті, а наступ захлинувся. Через кілька годин надійшли американські підкріплення і територію навколо посольства було остаточно звільнено.
Також о 03:00 дванадцять солдатів В'єтконгу на двох цивільних автомобілях намагались проникнути до штаб-квартири флоту В'єтнаму; вартові швидко підняли тривогу і атаку вдалось відбити.
1 лютого американський фотограф Едвард Адамс сфотографував момент, коли бригадний генерал Нгуєн Нгок Лоан, шеф південнов'єтнамської поліції, застрелив полоненого північнов'єтнамського солдата. Ця фотографія, відома як «Страта в Сайгоні», стала одним з найбільш знаменитих зображень В'єтнамської війни та широко використовувалася антивоєнним рухом у США.
2 березня під час патрулювання околиць авіабази Тан Сон Нат група піхотинців США потрапила у засідку, 40 солдатів загинули.